# Carena de la Llena
La Carena de la Llena és una serra al municipi d'Alpens (Lluçanès) amb una elevació màxima de 1.206,9 metres, el cim del Puigdon, el punt més alt i septentrional de la comarca.